# Бутон
Бутон (фр. Boutonne) је река у Француској. Дуга је 99 km. Улива се у Шарант. 